# Valverde de los Ajos
Valverde de los Ajos es una localidad española y también una entidad local menor del municipio de Bayubas de Arriba, perteneciente a la provincia de Soria, en la comunidad autónoma de Castilla y León.

## Historia
El censo de Pecheros de 1528, en el que no se contaban eclesiásticos, hidalgos y nobles, registraba la existencia de 23 pecheros, es decir unidades familiares que pagaban impuestos. Figura en el documento original como Valverde y estaba integrado en Tierra del Burgo de Osma.
A la caída del Antiguo Régimen la localidad se constituye en municipio constitucional en la región de Castilla la Vieja que en el censo de 1842 contaba con 10 hogares y 42 vecinos. Hacia mediados del siglo XIX, el lugar tenía contabilizadas 20 casas. Aparece descrito en el decimoquinto volumen del Diccionario geográfico-estadístico-histórico de España y sus posesiones de Ultramar de Pascual Madoz de la siguiente manera:

VALVERDE LOS AJOS: l. con avunt. en la prov. de Soria (7 leg.), part. jud. del Burgo (3), aud. terr. y c. g. de Burgos (22), dióc. de Osma (3). sit. en llano, con buena ventilacion y saludable clima. Tiene 20 casas; la consistorial; escuela de instruccion primaria frecuentada por 20 alumnos de ambos sexos, á cargo de un maestro dotado con 15 fan. de trigo; una igl. parr. (San Pedro apóstol) matriz de la de Bayugas de Arriba, servida por un cura y un sacristan; hay una fuente de buenas aguas para el surtido del vecindario: confina el térm. con los de Boos, Val de Rodilla, Tajueco y Bayugas de Arriba; dentro de él se encuentran varias fuentes, y la ermita de Ntra. Sra. de los Remedios: el terreno es llano y de mediana calidad; comprende un monte robledal. caminos: los locales, en mediano estado. correo: se recibe y despacha en el Burgo: prod. cereales, legumbres, patatas, cáñamo, y buenos pastos con los que se mantiene ganado lanar y vacuno; hay caza de perdices y liebres. pobl.: 10 vec. 42 alm. cap imp.: 15,051 rs. 30 mrs.
(Madoz, 1849, p. 504)

Entre el censo de 1857 y el anterior se integró en el término municipal de Boós. El 14 de enero de 1970 el municipio de Boós desapareció porque se integró por partes en los municipios Bayubas de Arriba y Valdenebro, ambas localidades contaban entonces con 70 hogares y 255 habitantes. Valverde pasó a depender de Bayubas, mientras que Boós de Valdenebro.

## Demografía
Valverde de los Ajos contaba a 1 de enero de 2010 con una población de 10 habitantes, 7 hombres y 3 mujeres.
| Gráfica de evolución demográfica de Valverde de los Ajos entre 2000 y 2010                       |
|                                                                                                  |
| Población de derecho (2000-2010) según los censos de población del INE a 1 de enero de cada año. |